# Tschorny-Insel
Die Tschorny-Insel (russisch О́стров Чёрный, Ostrow Tschorny; englisch Chërnyy Island) ist eine kleine Insel des Highjump-Archipels, die etwa 800 m südlich des östlichen Endes der Thomas-Insel vor der Küste des ostantarktischen Wilkeslands liegt.
Kartiert wurde sie erstmals anhand von Luftaufnahmen der Operation Highjump (1946–1947). Die Benennung nach dem schwarzen (russisch чёрный, Transliteration čërnyj, Transkription tschorny) Gestein der Insel geht auf Teilnehmer der Zweiten Sowjetischen Antarktisexpedition (1956–1958) zurück.